# Miss Hervey
Miss Hervey, omkring 1800, var en engelsk albino. Hon var även känd som "The Beautiful Nyctalops" och "The Beautiful Albiness".
Miss Hervey beskrivs som en vacker albino som kunde se endast om dagen och förlorade synen om nätterna. Hon visades upp för besökare i Brookes's Original Menagerie Picadilly i London, en form av uppträdande som på den tiden var vanligt för personer som i någon mening var fysiskt annorlunda. Flera uppmärksammade avbildningar gjordes också av henne så sent som 1816. 